# Кассама, Мидана
Мидана Бигна Соареш Кассама (порт. 
Midana Bigna Soares Cassamá; 18 августа 2002, Бисау, Гвинея-Бисау) — бисау-гвинейский футболист, нападающий клуба «Портимоненсе».

## Карьера
В 2021 году перешёл во вторую команду клуба «Талавера». В июле 2021 года перешёл в клуб «Трухильо». Через год стал игроком португальского «Мерелиненсе». Провёл за клуб 2 матча в Кубке Португалии, в обоих отличился забитым мячом. В январе 2023 отправился в арену в «Портимоненсе», где играл за молодёжную команду. Дебютировал в Примейре 2 декабря 2023 года в матче против ФК «Каза Пия». Забил мяч в игре с ФК «Шавеш».